# Fosfato di boro
Il fosfato di boro è un composto inorganico di tipo polimerico ottenuto più semplicemente dall'evaporazione di una soluzione di acido borico ed acido fosforico e seguente cristallizzazione ad alta temperatura.
{\displaystyle {\ce {H3BO3 + H3PO4 -> BPO4 + 3H2O}}}

## Sintesi
Se ottenuto a pressioni ordinarie la struttura è isomorfa con la β-cristobalite, mentre sottoponendolo ad alte pressioni si ottiene un composto isomorfo con α-quarzo.. 
I primi studi riportati si devono a Mylius e Meusser nel 1904 , che identificarono due forme del fosfato di boro, una solubile ed una insolubile in acqua. Effettivamente la prima forma solubile si ottiene come polvere bianca amorfa scaldando la soluzione di acido borico ed acido fosforico a basse temperature (bagnomaria), secondo Gruner si tratta di un semplice complesso di acidi borico e fosforico. Trattando quindi la forma amorfa per qualche ora a temperature di 1000 °C si ottiene un prodotto microcristallino.
Dato il particolare interesse industriale del fosfato di boro, altri metodi di sintesi sono impiegando:
- acido fosforico e trietilborato [5]
- trietilfosfato e tricloruro di boro [6]
- fosfato acido di diammonio e borace scaldati a 1000 °C [7]
- acido borico e pentossido di fosforo per via idrotermica [8]

## Impieghi
Trova impiego come catalizzatore per deidratazione ed in altri meccanismi di reazione in sintesi organica. Come fonte di fosfati nelle reazioni di scambio allo stato solido per ottenere fosfati di metalli. Nell'industria ceramica e del vetro per conferire particolari caratteristiche.